# Heidenreichstein

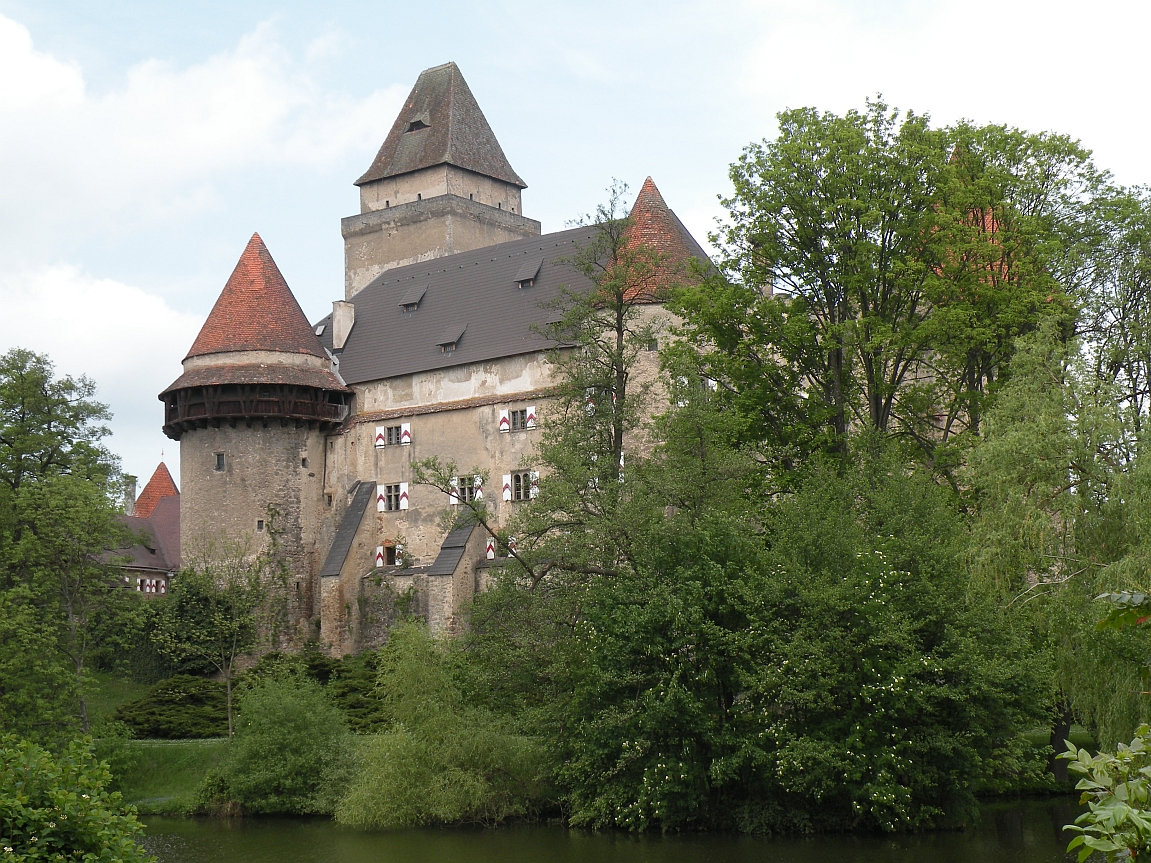
Borgen

Heidenreichstein är en stad och en kommun i det österrikiska förbundslandet Niederösterreich. Heidenreichstein är belägen cirka 20 kilometer nordöst om distriktshuvudorten Gmünd. 

## Orter
Kommunen omfattar efter 1972 års kommunsammanslagning tolv orter (Ortschaften) (inom parentes invånarantal 1 januari 2024):

- Altmanns (160)
- Dietweis (129)
- Eberweis (210)
- Guttenbrunn (32)
- Haslau (42)
- Heidenreichstein (2 399)
- Kleinpertholz (164)
- Motten (121)
- Seyfrieds (241)
- Thaures (102)
- Wielandsberg (42)
- Wolfsegg (93)

## Historia
Området koloniserades kring år 1000. Under andra hälften av 1100-talet byggdes borgen Heidenreichstein, namngiven efter byggherren Heidenreich. Vid den här tiden lär även orten Heidenreich ha bildats intill borgen. I början på 1200-talet anlades torget. 1389 omnämndes Heidenreichstein som köping. Köpingen utvecklades till ekonomiskt och administrativt centrum för regionen. I Heidenreichstein fanns en domstol med asylrätt, orten hade rätt att anordna vecko- och årsmarknader med särskilda rättigheter och jurisdiktion. 
Under de närmaste århundradena drabbade naturkatastrofer, missväxt, hungersnöd och epidemier (pest) även orten Heidenreichstein. Krigshandlingar ledde till förstörelse och nöd i Heidenreichstein samt omgivning. Hussiternas anfall på 1400-talet och bondeuppror i slutet av 1500-talet hade dock inte några större konsekvenser, däremot plundringarna och förstörelserna under det trettioåriga kriget. Under Napoleonkrigen i början på 1800-talet ockuperades Heidenreichstein av franska trupper. 
I samband med utbredd fårskötsel och linodling ägnade sig befolkningen åt tyg- och linväveri redan under 1400-talet som fick ekonomisk betydelse under andra hälften av 1600-talet. På 1800-talet uppstod en betydelsefull textilindustri. 1869 arbetade två tredjedelar av arbetskraften i distrikten Gmünd och Waidhofen an der Thaya i textilindustrin. Mot slutet av 1800-talet grundades även de första metallindustrierna i Heidenreichstein. År 1900 fick orten en järnvägsanslutning (i dag nedlagd).
1932 blev Heidenreichstein stad. 

## Byggnader
- Borgen Heidenreichstein  är en av Österrikes bäst bevarade vattenborgar från medeltiden med romansk kärna från 1100-talet och senmedeltida utbyggnader från 1400-talet.
- Stadskyrkan, en ursprungligen romansk kyrka med gotiskt kor, ombyggd och utsmyckad i barock stil 1753-1759
- Evangeliska kyrkan, byggd 1908 i Jugendstil och renoverad 1968
- Trefaldighetskolonnen, en barock kolonn från 1730

## Museer
- Moss- och torvmuseet i Kleinpertholz
- Museijärnväg Waldviertler Schmalspurbahn mellan Heidenreichstein och Alt-Nagelberg

## Näringsliv
Heidenreichstein är en industristad. Mer än hälften av arbetskraften är verksam inom produktionssektorn. 
Genom Heidenreichstein går vägarna B5 (Waidhofen an der Thaya – Grametten vid den österrikisk-tjeckiska gränsen) och B30 (Raabs an der Thaya – Schrems.

## Vänorter
- Nová Bystřice, Tjeckien